# Joseph Rajappa
Joseph Rajappa (* 3. November 1918 in Anekal, Britisch-Indien; † 27. Dezember 1989) war ein indischer Geistlicher und römisch-katholischer Bischof von Khammam.

## Leben
Joseph Rajappa studierte Philosophie und Katholische Theologie am Priesterseminar in Bangalore. Am 19. Dezember 1945 empfing Rajappa das Sakrament der Priesterweihe für das Bistum Bangalore.
Am 12. Juni 1967 ernannte ihn Papst Paul VI. zum ersten Bischof von Kurnool. Der Koadjutorerzbischof von Bangalore, Duraisamy Simon Lourdusamy, spendete ihm am 7. September desselben Jahres die Bischofsweihe; Mitkonsekratoren waren der Bischof von Guntur, Ignatius Mummadi, und der Bischof von Ootacamund, Antony Padiyara.
Papst Johannes Paul II. bestellte ihn am 18. Januar 1988 zum ersten Bischof von Khammam.